# Trox placosalinus
Trox placosalinus är en skalbaggsart som beskrevs av Ren 2003. Trox placosalinus ingår i släktet Trox och familjen knotbaggar. Inga underarter finns listade i Catalogue of Life.